# Репиховский сельсовет
Репиховский сельсовет — упразднённая административно-территориальная единица, существовавшая на территории Московской губернии и Московской области до 1954 года.
Репиховский сельсовет был образован в первые годы советской власти. По данным 1918 года он входил в состав Хотьковской волости Дмитровского уезда Московской губернии.
В 1921 году Хотьковская волость была передана в Сергиевский уезд. По данным 1922 года Репиховский с/с в составе волости не числился.
В 1925 году Репиховский с/с был восстановлен путём переименования из Архановского с/с.
По данным 1926 года в состав сельсовета входили 5 населённых пунктов — Репихово, Антипино, Арханово, Короськово и Новосёлки, а также фабрика и железнодорожная будка.
В 1929 году Репиховский с/с был отнесён к Сергиевскому (с 1930 — Загорскому) району Московского округа Московской области.
22 февраля 1952 года на территории Репиховского с/с был образован дачный посёлок имени Черняховского. Однако уже 4 апреля было утверждено новое название посёлка — Абрамцево.
9 июля 1952 года из Воздвиженского с/с в Репиховский было передано селение Городок.
14 июня 1954 года Репиховский с/с был упразднён. При этом его территория вместе с Горбуновским и Морозовским с/с была объединена в Митинский с/с.